# 季昆森
季昆森（1940年7月—），汉族，安徽桐城人，中华人民共和国政治人物，是中共十五大代表，第八届全国人大代表。

## 生平
1964年8月参加工作，1960年7月加入中国共产党。1960年7月至1964年7月在皖南大学（现安徽师范大学）数学系学习。毕业后历任繁昌县、芜湖地区“四清”工作队队员，繁昌县孙村公社金岭大队党支部副书记。1967年11月，分配至安庆地区五金站工作。1970年10月，任安庆地直党委工作人员。1978年11月，任安庆地区科委办事员。1980年1月，任安庆地区科协副主任、科委科技干部科副科长。1983年8月，升任安庆地委委员、科委主任。1988年3月，任安庆地委委员、行署副专员。1988年9月，调任池州地委委员、行署副专员。1991年2月，任池州地委副书记、行署专员。1993年2月，任池州地委书记。1998年1月，担任安徽省人大常委会副主任，晋升副部级。
2006年2月，因年龄原因辞去安徽省人大常委会副主任职务。2011年1月，担任安徽省循环经济研究院院长。